# Іван (Слезюк)
Іва́н Слезю́к (14 січня 1896, Живачів — 2 грудня 1973, Івано-Франківськ) — релігійний діяч, педагог, підпільний єпископ Станиславівської єпархії УГКЦ. Проголошений блаженним 27 червня 2001 року. День пам'яті — 2 грудня.

## Життєпис
Блаженний єпископ Іван Слезюк народився 14 січня 1896 у селі Живачів на Станиславівщині.
Закінчив 6 класів Коломийської гімназії (1914), а після закінчення Духовної семінарії в 1923 р. був рукоположений на священника. У квітні 1945 р. з рук Владики Григорія Хомишина отримав єпископські повноваження на випадок арешту останнього. Був арештований 2 червня 1945 р., а 12 червня 1946 р. Військовий трибунал МВС Станіславської області засудив його на 10 років позбавлення волі і переїзд у Воркутинські табори, куди дістався на початку 1950 р. Звільнившись із ув'язнення 15 листопада 1954 р., повернувся до Івано-Франківська. У 1962 р. вдруге був заарештований на 5 років позбавлення волі в таборах суворого режиму. Після звільнення 30 листопада 1968 р. КДБ часто викликало його на чергову «бесіду». Останній виклик був за два тижні до смерті. Повернувшись звідти, зліг та більше не підвівся.
Помер 2 грудня 1973 року в Івано-Франківську.

## Вшанування
Обряд беатифікації відбувся 27 червня 2001 р. у Львові під час Святої Літургії у візантійському обряді за участі Івана Павла ІІ. 29 жовтня 2001 року мощі блаженного священномученика Івана Слезюка перенесли до греко-католицького катедрального собору Святого Воскресіння в Івано-Франківську.